# Тринадцать Героев Красновки
Тринадцать Героев Красновки — бойцы 130-го гвардейского стрелкового полка 44-й гвардейской стрелковой дивизии 6-го гвардейского стрелкового корпуса 1-й гвардейской армии Юго-Западного фронта, участвовавшие в 1943 году в освобождении Ростовской области. Все посмертно награждены званием Герой Советского Союза.

## История
Из хроники Великой Отечественной войны — 17 января 1943 года (575-й день войны), сообщение Совинформбюро:

17 января наши войска после упорного боя овладели городом и крупным железнодорожным узлом Миллерово. Наши войска, наступающие южнее Воронежа, овладели городом и крупной железнодорожной станцией Алексеевка, городом Кюротояк, районным центром и железнодорожной станцией Подгорное. В районе Северного Донца наши войска захватили несколько десятков населённых пунктов, в том числе крупные населённые пункты — Красновка, Исаевка, Верхне-Митякинский, Астахов, Калитвенская, железнодорожные станции — Погорелово, Красновка. В районе Орловская наши войска овладели крупными населёнными пунктами — Будённовская, Бекетный, Донской, Ногаевско-Ребричанский, Гундоров, Романов, железнодорожными станциями Эльмут и Восточный. На Северном Кавказе наши войска в результате решительной атаки овладели районным центром и крупной железнодорожной станцией Курсавка, районным центром Гофицкое, крупными населёнными пунктами — Сергиевна, Султанское, Крым-Гиреевское, Воровсколесская, железнодорожной станцией Крым-Гиреево.

Зимой 1943 года войска Воронежского фронта, прорвав оборону врага на Верхнем Дону, в районе Богучар, двинулись на юг, выходя в тылы немецким армиям, действовавшим в большой излучине Дона. Отступая под ударами советских войск, гитлеровцы пытались организовать оборону на подступах к Донбассу. Оборонительный рубеж проходил, в частности, по железнодорожной линии Чертково—Лихая. Особенно важное значение для врага на этом участке имел крупный железнодорожный узел Миллерово. Советские войска взяли город в полукольцо, но замкнуть его не могли. Немецкие войска прилагали все силы, чтобы удержать узкий коридор вдоль железной дороги, идущей на Ворошиловград. Красной Армии нужно было перерезать эту важную для врага магистраль.
На рассвете 15 января 1943 года группа советских бойцов в количестве 13 человек во главе с командиром роты — лейтенантом И. С. Ликуновым, несмотря на пулемётный и миномётный огонь, а также численное превосходство противника, ворвалась на окраину железнодорожного посёлка Донской (ныне хутор Красновка Тарасовского района Ростовской области) и захватила три дома. Весь день советские воины удерживали эти хаты. Немцы неоднократно предлагали им сдаться и несколько раз безуспешно бросали против группы до роты пехоты с танками, в результате чего они смогли поджечь дома. Несмотря на ранения и ожоги, гвардейцы сражались, пока не кончились боеприпасы. Затем бойцы попытались вырваться из окружения, вступив в рукопашный бой. Однако силы оказались неравны. Когда основные силы Красной Армии подошли к Красновке, на краю села догорали три хаты — в ожесточённом бою все бойцы погибли.

Коллаж военной газеты и фотографии мемориала

Указом Президиума Верховного Совета СССР от 31 марта 1943 года за образцовое выполнение заданий командования и проявленные мужество и героизм в боях с немецко-фашистскими захватчиками гвардии лейтенанту Ликунову Ивану Сергеевичу, гвардии младшему лейтенанту Седову Ивану Васильевичу, гвардии сержанту Васильеву Владимиру Александровичу, гвардии сержанту Севрюкову Николаю Михайловичу, гвардии рядовому Курбаеву Афанасию Афанасьевичу, гвардии рядовому Немировскому Николаю Николаевичу, гвардии рядовому Полухину Ивану Андреевичу, гвардии рядовому Полякову Константину Илларионовичу, гвардии рядовому Сирину Николаю Ивановичу, гвардии рядовому Тарасенко Ивану Ивановичу посмертно присвоено звание Героя Советского Союза и награждены орденами Ленина.

Герои были похоронены в братской могиле на железнодорожной станции Красновка.
В течение долгих лет подвиг гвардейцев находился в забвении, и только в результате поисковых работ в 1955 году, в одном из захоронений обнаружили медальоны с фамилиями погибших воинов. Среди них оказался медальон рядового Котова — Героя Советского Союза. В результате дальнейших поисковых работ были найдены другие погибшие воины и было принято решение о создании музея на станции Красновка. 16 апреля 1957 года, через 14 лет после группового подвига, был основан Музей Тринадцати Героев. Торжественное открытие музея и мемориала состоялось 12 октября 1968 год

## Реконструкция боя
Войска Юго-Западного фронта под командованием Н. Ф. Ватутина с тяжелыми боями продвигались на запад, тесня немецкие войска, пытавшиеся прорваться к окруженной группировке своих войск под Сталинградом. В районе станции Красновка, под слободой Верхне-Тарасовкой, немцы соорудили из соломы и снега высокий вал, полили его водой и назвали «неприступной крепостью». На верху вала установили орудия. Здесь они намеревались остановить дальнейшее продвижение советских войск. Советское командование придавало большое значение действиям противника в этой местности.
Перед гвардейцами 130-го стрелкового полка 44-й гвардейской стрелковой дивизии стояла боевая задача как можно быстрее преодолеть «неприступную крепость» и овладеть станцией Красновка. Рота гвардии лейтенанта Ликунова окопалась в глубоком снегу в полукилометре от этой крепости. С вершины, возвышавшейся над степью, ледяной горы вели огонь пулеметы и автоматы, в связи с чем гвардейцы окопались и стали ждали прекращения стрельбы. «Товарищи, главное — быстрота, — объяснял Иван Ликунов, — мы ведь не такие крепости брали».
Через некоторое время короткими перебежками бойцы Ликунова подошли к скользкому валу, неоднократно вступая в штыковой бой. Противник пришел в ярость и начал забрасывать бойцов гранатами. Рота понесла тяжелые потери: в живых осталось только тринадцать человек. На этот небольшой отряд гвардейцев пошли новые группы немцев. Впереди, в ста метрах за «неприступной крепостью», находились три хаты, заняв которые гвардейцы организовали оборону.
Вскоре немцы начали новую атаку. На каждую попытку приблизиться к хатам — гвардейцы отвечали огнём из автоматов и ручного пулемета. Бойцы удерживали эти дома в течение дня. Немцы несколько раз безрезультатно предлагали им сдаться, на что советские воины отвечали стрельбой. Тогда немцы выдвинули против них танки. Под прикрытием бронированных машин шла рота автоматчиков. Но 13 гвардейцев выдержали, гранатами отбив атаки. К вечеру наступило короткое затишье. Однополчане под командованием гвардии подполковника Тишакова — не раз пытались прорваться на помощь окруженному отряду, но артиллерийский огонь врага преграждал им путь.
Гитлеровцы подкатили станковый пулемёт и открыли по хатам огонь в упор. Гвардейцы залповым ударом подавили пулемёт противника. Под прикрытием темноты несколько немецких солдат подобрались к хатам со стороны глухих стен и обложили их соломой и подожгли. Но из горящих домов никто не вышел. Бой продолжался до тех пор, пока у оборонявшихся бойцов не подошли к концу боеприпасы. Тогда они попытались штыками прорвать кольцо окружения. Однако силы оказались неравны, и вся группа погибла смертью храбрых.
Когда наступающие советские войска ворвались в посёлок станции Красновка, на краю его догорали три хаты, вокруг которых лежало около ста убитых немецких солдат и офицеров, дымились подбитые танки врага.
В дивизионной газете «Боевой путь», в номере за 11 апреля 1943 года, было напечатано стихотворение поэта Алексея Недогонова, посвящённое тринадцати бессмертным гвардейцам:

| Когда Информбюро о наступленьи Повествовало в хронике войны, Когда на запад шли подразделенья, Боями штурмовыми стеснены, В январский день в упрямстве непреклонном, Разя врага, за каждый дюйм земли Тяжелый бой в Красновке опаленной Тринадцать наших воинов вели. | Вторые сутки в стуже ледяного И злого ветра — дьявольский напор! Гвардейцы храбрые Ивана Ликунова Красновку брали приступом, в упор. Да, славы памятной не скроют тучи И не затянет дымом лютая война… Живут в веках в том подвиге могучем Бессмертные гвардейцев имена! |

## Фотогалерея

Фотографии Героев (по алфавиту)
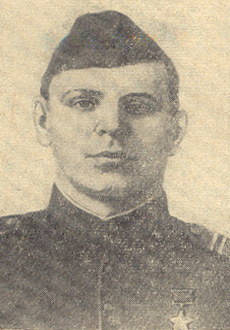
Сержант Васильев (1919—1943)
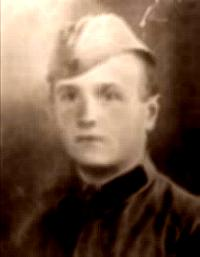
Сержант Котов (1923—1943)
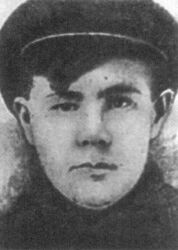
Младший сержант Кубакаев (1923—1943)
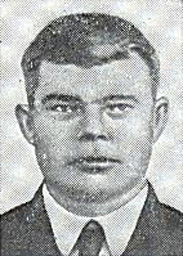
Красноармеец Курбаев (1907—1943)
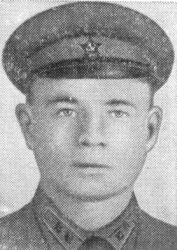
Лейтенант, командир отряда Ликунов (1911—1943)
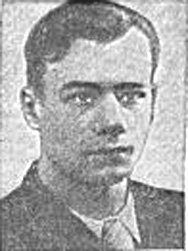
Красноармеец Немировский (1921—1943)
Красноармеец Полухин (1924-1943)
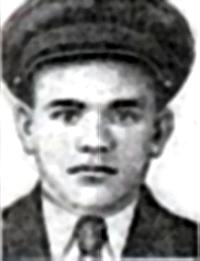
Красноармеец Поляков (1924—1943)
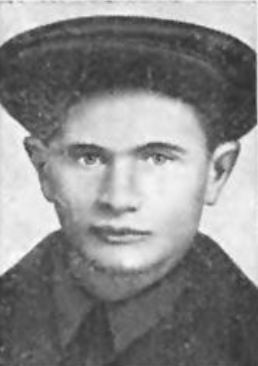
Сержант Севрюков (1909—1943)
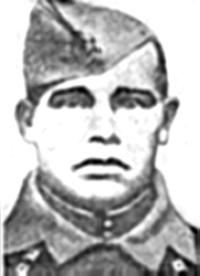
Младший лейтенант Седов (1923—1943)
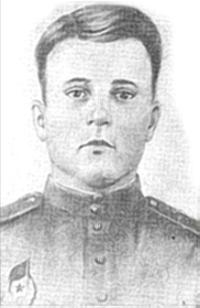
Красноармеец Сирин (1922—1943)
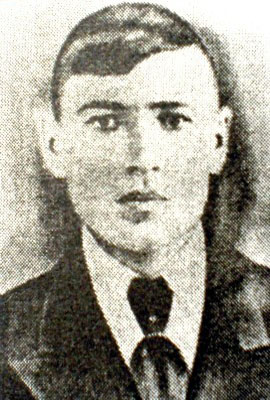
Красноармеец Тарасенко (1923—1943)
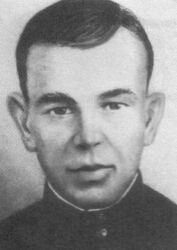
Красноармеец Утягулов (1913—1943)

## Память
- У перрона станции Красновка установлен памятник тринадцати Героям.
- При въезде в поселок Тарасовский в 1960-е годы был воздвигнут Мемориал «Тринадцати Героев Советского Союза» с музеем и диорамой.[4] В школе посёлка открыт в их честь музей.
- В поселке Весенний и хуторе Красновка Тарасовского района именем Героев названа улица.
- В Москве в Центральном музее Вооруженных Сил оборудован стенд «Тринадцать Героев Красновки».